# Waville
Waville est une commune française située dans le département de Meurthe-et-Moselle, en région Grand Est.

## Géographie
Waville est une commune se situant dans la vallée du Rupt de Mad à 25 km de Metz, dans le parc naturel régional de Lorraine.
|                        | Chambley-Bussières |         |
| Saint-Julien-lès-Gorze | Waville            | Onville |
| Rembercourt-sur-Mad    | Villecey-sur-Mad   |         |

### Hydrographie

#### Réseau hydrographique
La commune est dans le bassin versant du Rhin au sein du bassin Rhin-Meuse. Elle est drainée par le ruisseau de Grand Fontaine, le ruisseau du Soiron et le ruisseau le Rupt de Mad,.

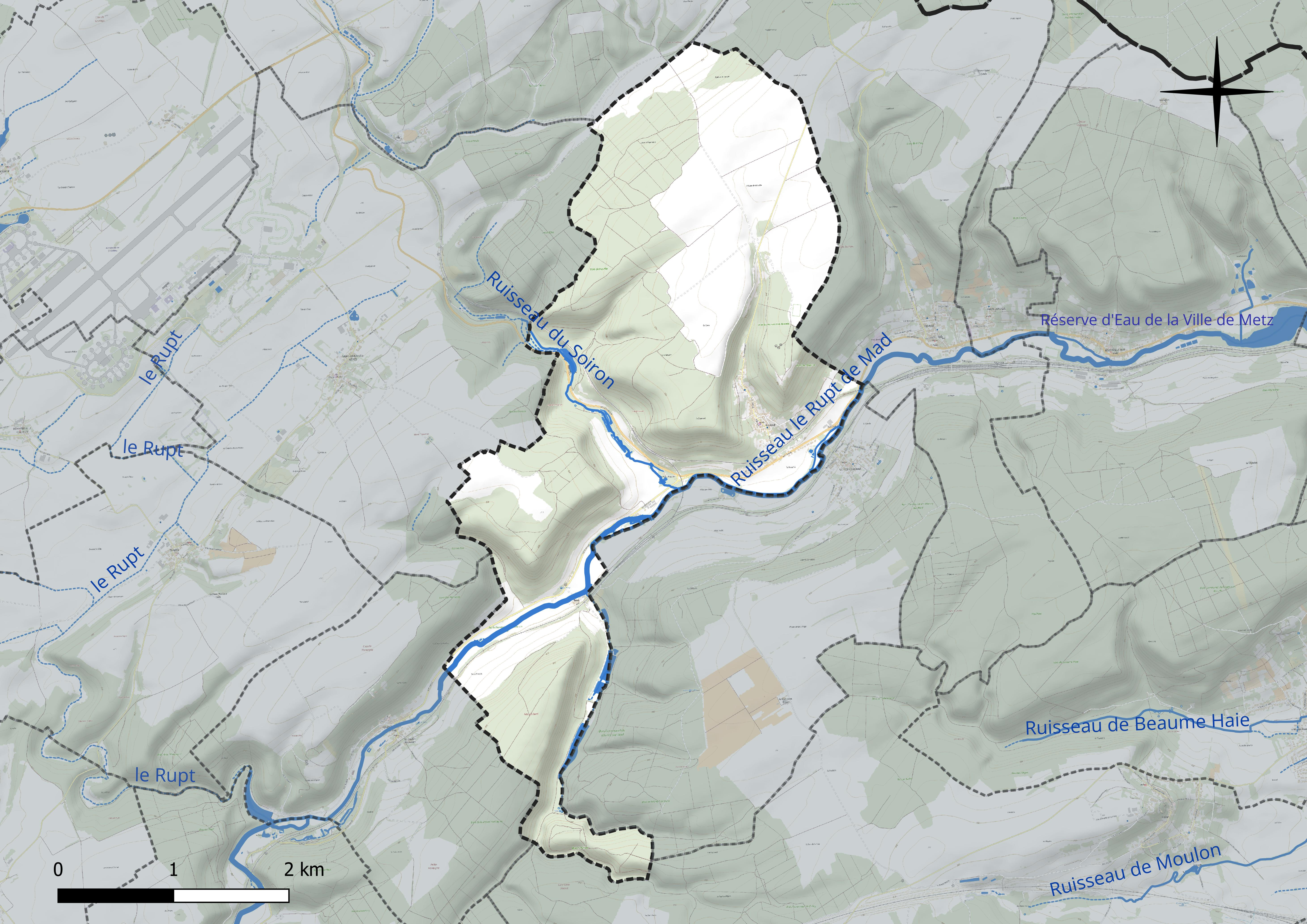
Réseau hydrographique de Waville.

#### Gestion et qualité des eaux
Le territoire communal est couvert par le schéma d'aménagement et de gestion des eaux (SAGE) « Rupt de Mad, Esch, Trey ». Ce document de planification concerne les bassins versants du Rupt de Mad, de l’Esch et du Trey. Le périmètre a été arrêté le 2 juin 2014, la commission locale de l'eau (CLE) a été créée le 20 juin 2017, puis modifiée le 26 mars 20210. La structure porteuse de l'élaboration et de la mise en œuvre est le Parc naturel régional de Lorraine. 
La qualité des cours d’eau peut être consultée sur un site dédié géré par les agences de l’eau et l’Agence française pour la biodiversité. 

### Climat
Pour des articles plus généraux, voir Climat du Grand Est et Climat de Meurthe-et-Moselle.
En 2010, le climat de la commune est de type climat de montagne, selon une étude du Centre national de la recherche scientifique s'appuyant sur une série de données couvrant la période 1971-2000. En 2020, Météo-France publie une typologie des climats de la France métropolitaine dans laquelle la commune est exposée à un climat semi-continental et est dans la région climatique  Lorraine, plateau de Langres, Morvan, caractérisée par un hiver rude (1,5 °C), des vents modérés et des brouillards fréquents en automne et hiver. 
Pour la période 1971-2000, la température annuelle moyenne est de 9,4 °C, avec une amplitude thermique annuelle de 16,3 °C. Le cumul annuel moyen de précipitations est de 792 mm, avec 12,3 jours de précipitations en janvier et 9,1 jours en juillet. Pour la période 1991-2020, la température moyenne annuelle observée sur la station météorologique de Météo-France la plus proche, « Doncourt-lès-Conflans », sur la commune de Doncourt-lès-Conflans à 15 km à vol d'oiseau, est de 10,7 °C et le cumul annuel moyen de précipitations est de 710,3 mm. 
La température maximale relevée sur cette station est de 40,9 °C, atteinte le 25 juillet 2019 ; la température minimale est de −16,5 °C, atteinte le 26 décembre 2010,,. 
Les paramètres climatiques de la commune ont été estimés pour le milieu du siècle (2041-2070) selon différents scénarios d'émission de gaz à effet de serre à partir des nouvelles projections climatiques de référence DRIAS-2020. Ils sont consultables sur un site dédié publié par Météo-France en novembre 2022.

## Urbanisme

### Typologie
Au 1er janvier 2024, Waville est catégorisée commune rurale à habitat dispersé, selon la nouvelle grille communale de densité à sept niveaux définie par l'Insee en 2022.
Elle est située hors unité urbaine. Par ailleurs la commune fait partie de l'aire d'attraction de Metz, dont elle est une commune de la couronne,. Cette aire, qui regroupe 245 communes, est catégorisée dans les aires de 200 000 à moins de 700 000 habitants,.

### Occupation des sols
L'occupation des sols de la commune, telle qu'elle ressort de la base de données européenne d’occupation biophysique des sols Corine Land Cover (CLC), est marquée par l'importance des forêts et milieux semi-naturels (59,5 % en 2018), une proportion identique à celle de 1990 (59,5 %). La répartition détaillée en 2018 est la suivante : forêts (59,5 %), terres arables (35 %), zones urbanisées (2,6 %), prairies (2,4 %), zones agricoles hétérogènes (0,4 %). L'évolution de l’occupation des sols de la commune et de ses infrastructures peut être observée sur les différentes représentations cartographiques du territoire : la carte de Cassini (XVIIIe siècle), la carte d'état-major (1820-1866) et les cartes ou photos aériennes de l'IGN pour la période actuelle (1950 à aujourd'hui).

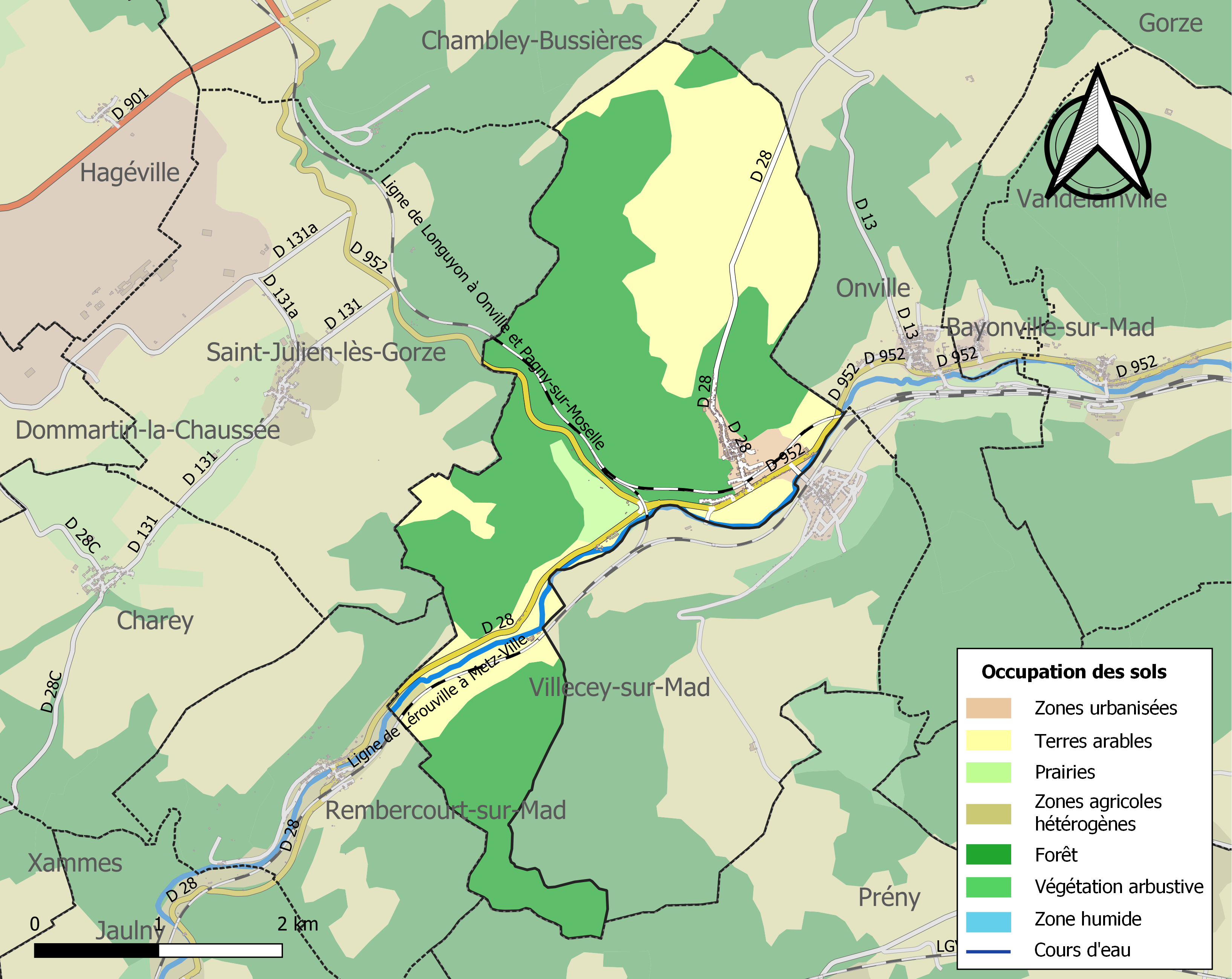
Carte des infrastructures et de l'occupation des sols de la commune en 2018 (CLC).

## Toponymie
Invaldi villa (849), Enwaldi villa (936), Ewaldi villa (973), Walville (1302)[réf. nécessaire].

## Histoire
Village de l'ancienne province des Trois-Évêchés (bailliage de Metz), dépendant de l'abbaye de Gorze.

## Politique et administration
| Période                                  | Période                   | Identité                                                   | Étiquette | Qualité                                                          |
| ---------------------------------------- | ------------------------- | ---------------------------------------------------------- | --------- | ---------------------------------------------------------------- |
| Les données manquantes sont à compléter. |                           |                                                            |           |                                                                  |
| mars 2001                                | mars 2008                 | Maryse Marion                                              | UDF       | Conseillère générale du canton de Chambley-Bussières (1988-2008) |
| mars 2008                                | novembre 2017             | Emmanuel Moussler                                          |           |                                                                  |
| décembre 2017                            | En cours (au 28 mai 2020) | Isabelle Collignon-Mathieu Réélue pour le mandat 2020-2026 |           |                                                                  |

Par arrêté préfectoral de la préfecture de la région Grand-Est en date du 9 décembre 2022, la commune de Waville a intégré l'arrondissement de Toul au 1er janvier 2023

## Population et société

### Démographie
L'évolution du nombre d'habitants est connue à travers les recensements de la population effectués dans la commune depuis 1793. Pour les communes de moins de 10 000 habitants, une enquête de recensement portant sur toute la population est réalisée tous les cinq ans, les populations de référence des années intermédiaires étant quant à elles estimées par interpolation ou extrapolation. Pour la commune, le premier recensement exhaustif entrant dans le cadre du nouveau dispositif a été réalisé en 2006.

En 2022, la commune comptait 436 habitants, en évolution de +1,4 % par rapport à 2016 (Meurthe-et-Moselle : −0,13 %, France hors Mayotte : +2,11 %).
| 1793 | 1800 | 1806 | 1821 | 1836 | 1841 | 1861 | 1866 | 1872 |
| ---- | ---- | ---- | ---- | ---- | ---- | ---- | ---- | ---- |
| 413  | 395  | 421  | 782  | 865  | 497  | 508  | 532  | 495  |

| 1876 | 1881 | 1886 | 1891 | 1896 | 1901 | 1906 | 1911 | 1921 |
| ---- | ---- | ---- | ---- | ---- | ---- | ---- | ---- | ---- |
| 514  | 490  | 451  | 445  | 409  | 370  | 342  | 336  | 349  |

| 1926 | 1931 | 1936 | 1946 | 1954 | 1962 | 1968 | 1975 | 1982 |
| ---- | ---- | ---- | ---- | ---- | ---- | ---- | ---- | ---- |
| 309  | 498  | 272  | 320  | 353  | 367  | 376  | 363  | 396  |

| 1990 | 1999 | 2006 | 2011 | 2016 | 2021 | 2022 | - | - |
| ---- | ---- | ---- | ---- | ---- | ---- | ---- | - | - |
| 406  | 386  | 425  | 439  | 430  | 434  | 436  | - | - |

## Culture locale et patrimoine

### Lieux et monuments

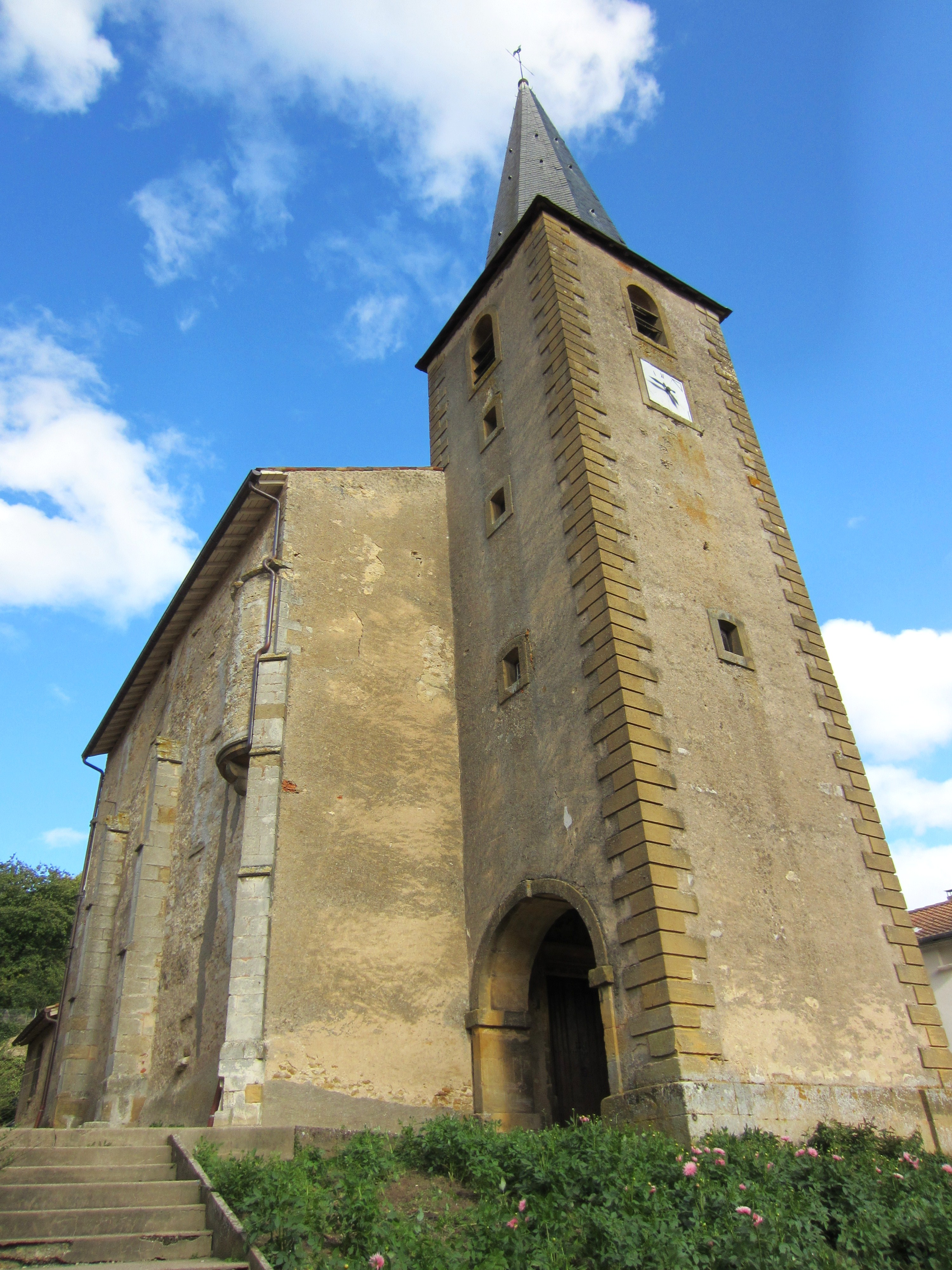
Église fortifiée Saint-Hubert.

#### Édifices civils

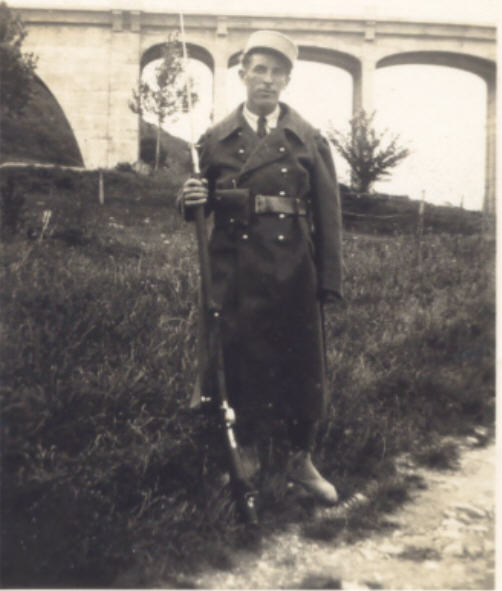
Viaduc de Waville en 1939 infanterie territoriale affectée à la surveillance.

- Viaduc de Waville en 1939 infanterie territoriale affectée à la surveillance.Présences gallo-romaine et barbare.
- Maisons XVIIIe et XIXe.
- Ancienne casemate.
- Viaduc de Waville.
- Croix de Joyeuse.
- Pelouses calcaires.

#### Édifices religieux
- Église fortifiée Saint-Hubert dont la fondation date du XIIIe siècle est l’une des plus anciennes « église-halle » de Lorraine. L’église fut aménagée en « église-halle » au XIIIe siècle mais la paroisse de Waville, quant à elle, fut créée aux alentours de l’an mil. Son nom d’église  Saint-Hubert vient de liens unissant l’abbaye Saint-Gorgon de Gorze, dont la paroisse de Waville était sous la dépendance, au monastère Saint-Hubert dans les Ardennes. Le tympan de la porte principale datant du XVIe siècle représente Saint Hubert. Le clocher actuel date du XVIIIe siècle. L'église est actuellement en travaux afin de restaurer la toiture et les fresques présentes à l'intérieur. L'église Saint-Hubert est classée au titre des monuments historiques par arrêté du 6 juillet 1921[22].
- Croix monumentale dite de Joyeuse.

### Héraldique, logotype et devise
| Blason de Waville | Blason  | D'azur, à saint Gorgon d'or à cheval, armé de pied en cap, posé sur une terrasse du même; au chef cousu de gueules chargé de trois grappes de raisin feuillées d'argent. |
| Blason de Waville | Détails | Le statut officiel du blason reste à déterminer. |